# Associação Mundial de Rádios Comunitárias
Amarc é a Associação Mundial de Rádios Comunitárias, uma Organização Não Governamental Internacional (ONGi) com mais de 4.000 rádios comunitárias, federações e centros de produção em mais de 115 países. No Brasil, sua representação é a Amarc Brasil.

## História
A Amarc nasceu em agosto de 1983, na cidade de Montreal, no Canadá. A Associação Mundial de Rádios Comunitárias luta pela democratização da comunicação e pelo Direito Humano à Comunicação.

## Brasil
A Amarc Brasil, criada em 1995, integra a regional América Latina e Caribe da Associação Mundial de Rádios Comunitárias (AMARC ALC). Há quase trinta anos, atua pelo Direito à Comunicação em níveis internacional, nacional, regional e local promovendo o interesse do movimento de rádios comunitárias por meio da solidariedade, ação em rede e Cooperação. 
Tem como missão promover a democracia na comunicação, especialmente no rádio, para favorecer a liberdade de expressão e contribuir para o desenvolvimento igualitário e sustentável das sociedades. Hoje está composta por mais de 50 associadas entre rádios comunitárias e educativas, centros de produção, associações e ativistas, reunidas pela defesa e exercício do direito à comunicação, com foco na radiodifusão comunitária. 
Atualmente a Amarc Brasil está organizada em torno de um conselho deliberativo com a missão de acompanhar as diretrizes tomadas em suas assembleias de associadas. 

## Agência Pulsar Brasil
Agência Informativa Pulsar Brasil é um programa da Associação Mundial de Rádios Comunitárias (Amarc Brasil) voltada para a produção de conteúdo em texto e áudio sobre temas relacionados ao direito à comunicação, direitos humanos, política e gênero.